# Claude d'Aussonville
Claude d'Aussonville, mort à Lyon le 31 août 1531, est un prélat français du XVIe siècle. Il est d'une noble famille lorraine, dont sont issus : Joseph-Louis d'Haussonville, lieutenant général et grand-louvetier de France, Charles-Louis-Bernard de Cléron, comte d'Haussonville, chambellan de Napoléon Ier, et  M. le comte Joseph d'Haussonville, homme politique et historien.
Claude était religieux dans l'abbaye de Saint-Victor de Marseille. Il est élu évêque de Sisteron en 1523. Comme évêque, Claude d'Aussonville fait réparer sa cathédrale. Sa principale acquisition est celle de l'hospice de Giropey, avec les prés, les terres et tout ce qui en dépend, pour l'unir à la mense de l'Église de Sisteron. Cet achat l'oblige à s'endetter beaucoup.
Il est chargé aussi de la prévôté commendataire de l'église de Sainte-Marie de Pignans [http://www.pignans.fr/], au diocèse de Fréjus.

## Source
- La France pontificale